# Belgische kampioenschappen atletiek 1932
In 1932 vonden de Belgische kampioenschappen atletiek Alle Categorieën voor mannen plaats op 10 juli in het Olympisch Stadion te Antwerpen en op 31 juli in het Joseph Marienstadion in Vorst. De kampioenschappen voor vrouwen vonden plaats op 17 en 24 juli in Schaarbeek.

## Uitslagen
| Atleet              | Prestatie   | Onderdeel            | Atlete               | Prestatie    |
| ------------------- | ----------- | -------------------- | -------------------- | ------------ |
| Albert Arnould      | 11,4 s      | 100 m                | Sidonie Verschueren  | 14,2 s       |
| F. Istace           | 23,0 s      | 200 m                | Juliette Segers      | 28,6 s       |
| Frans Prinsen       | 51,0 s      | 400 m                | -                    | -            |
| Jean Lhoste         | 1.59,8      | 800 m                | Julia Vandevelde     | 2.35,0       |
| René Geeraert       | 4.07,0      | 1500 m               | -                    | -            |
| Maurice Maréchal    | 15.26,6     | 5000 m               | -                    | -            |
| Frans Van der Steen | 33.27,2     | 10.000 m             | -                    | -            |
| -                   | -           | 80 m horden          | Sidonie Verschueren  | 14,4 s       |
| Émile Binet         | 16,8 s      | 110 m horden         | -                    | -            |
| Frans Deherdt       | 27,4 s (NR) | 200 m horden         | -                    | -            |
| Ignace Russ         | 57,6 s      | 400 m horden         | -                    | -            |
| Ward Schroeven      | 10.19,0     | 3000 m steeple       | -                    | -            |
| François Chartier   | 1,75 m      | hoogspringen         | Germaine Verschueren | 1,40 m       |
| Pierre Leemans      | 3,30 m      | polsstokhoogspringen | -                    | -            |
| Pierre Leemans      | 6,77 m      | verspringen          | Elise Vantruijen     | 4,96 m       |
| Auguste Vos         | 12,70 m     | kogelstoten          | Sidonie Verschueren  | 8,69 m       |
| Auguste Vos         | 39,83 m     | discuswerpen         | Jenny Toitgans       | 33,79 m (NR) |
| Gaston Etienne      | 58,28 m     | speerwerpen          | Jeanne van Kesteren  | 26,46 m      |

1889 · 
1890 · 
1891 · 
1892 · 
1893 · 
1894 · 
1895 · 
1896 · 
1897 · 
1898 · 
1899 · 
1900 · 
1901 · 
1902 · 
1903 · 
1904 · 
1905 · 
1906 ·
1907 ·
1908 · 
1909 · 
1910 · 
1911 · 
1912 · 
1913 · 
1914 · 
1919 · 
1920 · 
1921 · 
1922 · 
1923 · 
1924 · 
1925 · 
1926 · 
1927 · 
1928 · 
1929 · 
1930 · 
1931 · 
1932 · 
1933 · 
1934 · 
1935 · 
1936 · 
1937 · 
1938 · 
1939 · 
1940 · 
1941 · 
1942 · 
1943 · 
1944 · 
1945 · 
1946 · 
1947 · 
1948 · 
1949 · 
1950 · 
1951 · 
1952 · 
1953 · 
1954 · 
1955 · 
1956 · 
1957 · 
1958 · 
1959 · 
1960 · 
1961 · 
1962 · 
1963 · 
1964 · 
1965 · 
1966 · 
1967 · 
1968 · 
1969 · 
1970 · 
1971 · 
1972 · 
1973 · 
1974 · 
1975 · 
1976 · 
1977 · 
1978 · 
1979 · 
1980 · 
1981 · 
1982 · 
1983 · 
1984 · 
1985 · 
1986 · 
1987 · 
1988 · 
1989 · 
1990 · 
1991 · 
1992 · 
1993 · 
1994 ·
1995 · 
1996 · 
1997 · 
1998 · 
1999 · 
2000 · 
2001 · 
2002 · 
2003 · 
2004 · 
2005 · 
2006 · 
2007 · 
2008 · 
2009 · 
2010 · 
2011 · 
2012 · 
2013 · 
2014 · 
2015 · 
2016 · 
2017 · 
2018 · 
2019 · 
2020 · 
2021 · 
2022 · 
2023 · 
2024